# Cy Denneny
Cyril Joseph Denneny, detto Cy (Farran's Point, 23 dicembre 1891 – Ottawa, 10 settembre 1970), è stato un hockeista su ghiaccio canadese.
Anche il fratello Corbett Denneny è stato un hockeista su ghiaccio.

## Biografia
Nel corso della sua carriera ha giocato con Cornwall Internationals, Cobalt Mines, Russell HC, Toronto Shamrocks (1914/15), Toronto Blueshirts (1915/16), Ottawa Senators (1916-1928) e Boston Bruins (1928/29).
Nel 1959 è stato inserito nella Hockey Hall of Fame.